# 291-й отдельный пулемётно-артиллерийский батальон
291-й отдельный пулемётно-артиллерийский Пушкинский батальон — воинская часть (отдельный батальон) Войск укреплённых районов Вооружённых сил СССР в Великой Отечественной войне.
В составе действующей армии с 1 сентября 1941 года по 9 мая 1945 года.

## История
Формировался в Ленинграде в августе 1941 года. В первые дни сентября 1941 года занял оборону в Пулково и окрестностях, в частности в районе обсерватории и Восточной Пулковской высоты и с подходом вражеских сил к Пулковскому рубежу ведёт там напряжённые оборонительные бои, так 17 сентября 1941 года поддерживает огнём 500-й стрелковый полк в его атаке на деревню Туйполово
После стабилизации положения на южных подступах к Ленинграду в сентябре 1941 года, ведёт оборону в полосе 42-й армии вплоть до 1944 года. Очевидно, что с какого-то времени занял полосу обороны несколько севернее, у Урицка и Финского залива.
Перед началом Красносельско-Ропшинский операции у батальона была задача продолжения обороны полосы у Урицка, а с замерзанием Финского залива и продолжением наступления войск 42-й армии — прибрежной полосы Финского залива. После отвода немецких войск от Финского залива, был переброшен в полосу действий своего, 79-го укреплённого района, под Пушкин. За отличие в операции 27 января 1944 года батальон был удостоен почётного наименования «Пушкинский». Продолжил наступление вместе с войсками 42-й армии, вышел к февралю 1944 года в район Струги Красные, 14 февраля 1944 года ведёт тяжёлый бой с большими потерями у деревни Обод Стругокрасненского района. Вышел на подступы к Пскову.
22 — 23 июля 1944 года участвует в ходе Псковско-Островской операции в боях за Псков, в наступлении с востока на город, обеспечивая полосу между 128-й стрелковой дивизией справа и 374-й стрелковой дивизией слева. После освобождения Пскова наступает в направлении на Тарту восточнее железной дороги Тарту — Печоры, вдоль берега Псковского озера, 17 августа 1944 года подразделения батальона соединились с десантниками 191-й стрелковой дивизии
К 22 августа 1944 года батальон вышел к берегам Эмайыги в её нижнем течении. С 17 сентября 1944 года батальон наступает в ходе Таллинской наступательной операции, вслед за войсками 116-го стрелкового корпуса
К 20 сентября 1944 года батальон вышел к реке Педья и участвовал в организации обороны на левом фланге ударной группы армии до озера Выртсъярв, 23 сентября 1944 года батальон, в ходе наступления вышел к Вильянди.
С осени 1944 года батальон в боях не участвовал, находясь на противодесантной обороне побережья в Эстонии
В 1941 году батальоном командовал капитан Каверзнев.

### Подчинение
| Дата       | Фронт (участок)         | Армия (район)                          | Корпус                              | Дивизия | Примечания |
| ---------- | ----------------------- | -------------------------------------- | ----------------------------------- | ------- | ---------- |
| 01.09.1941 | Ленинградский фронт     | 42-я армия                             | Красногвардейский укреплённый район | -       | -          |
| 01.10.1941 | Ленинградский фронт     | 42-я армия                             | -                                   | -       | -          |
| 01.11.1941 | Ленинградский фронт     | 42-я армия                             | -                                   | -       | -          |
| 01.12.1941 | Ленинградский фронт     | 42-я армия                             | -                                   | -       | -          |
| 01.01.1942 | Ленинградский фронт     | 42-я армия                             | -                                   | -       | -          |
| 01.02.1942 | Ленинградский фронт     | 42-я армия                             | -                                   | -       | -          |
| 01.03.1942 | Ленинградский фронт     | 42-я армия                             | -                                   | -       | -          |
| 01.04.1942 | Ленинградский фронт     | 42-я армия                             | -                                   | -       | -          |
| 01.05.1942 | Ленинградский фронт     | 42-я армия                             | -                                   | -       | -          |
| 01.06.1942 | Ленинградский фронт     | 42-я армия                             | -                                   | -       | вероятно   |
| 01.07.1942 | Ленинградский фронт     | 42-я армия                             | -                                   | -       | -          |
| 01.08.1942 | Ленинградский фронт     | 42-я армия                             | 79-й укреплённый район              | -       | -          |
| 01.09.1942 | Ленинградский фронт     | 42-я армия                             | 79-й укреплённый район              | -       | -          |
| 01.10.1942 | Ленинградский фронт     | 42-я армия                             | 79-й укреплённый район              | -       | -          |
| 01.11.1942 | Ленинградский фронт     | 42-я армия                             | 79-й укреплённый район              | -       | -          |
| 01.12.1942 | Ленинградский фронт     | 42-я армия                             | 79-й укреплённый район              | -       | -          |
| 01.01.1943 | Ленинградский фронт     | 42-я армия                             | 79-й укреплённый район              | -       | -          |
| 01.02.1943 | Ленинградский фронт     | 42-я армия                             | 79-й укреплённый район              | -       | -          |
| 01.03.1943 | Ленинградский фронт     | 42-я армия                             | 79-й укреплённый район              | -       | -          |
| 01.04.1943 | Ленинградский фронт     | 42-я армия                             | 79-й укреплённый район              | -       | -          |
| 01.05.1943 | Ленинградский фронт     | 42-я армия                             | 79-й укреплённый район              | -       | -          |
| 01.06.1943 | Ленинградский фронт     | 42-я армия                             | 79-й укреплённый район              | -       | -          |
| 01.07.1943 | Ленинградский фронт     | 42-я армия                             | 79-й укреплённый район              | -       | -          |
| 01.08.1943 | Ленинградский фронт     | 42-я армия                             | 79-й укреплённый район              | -       | -          |
| 01.09.1943 | Ленинградский фронт     | 42-я армия                             | 79-й укреплённый район              | -       | -          |
| 01.10.1943 | Ленинградский фронт     | 42-я армия                             | 79-й укреплённый район              | -       | -          |
| 01.11.1943 | Ленинградский фронт     | 42-я армия                             | 79-й укреплённый район              | -       | -          |
| 01.12.1943 | Ленинградский фронт     | 42-я армия                             | 79-й укреплённый район              | -       | -          |
| 01.01.1944 | Ленинградский фронт     | 42-я армия                             | 79-й укреплённый район              | -       | -          |
| 01.02.1944 | Ленинградский фронт     | 42-я армия                             | 79-й укреплённый район              | -       | -          |
| 01.03.1944 | Ленинградский фронт     | 42-я армия                             | 79-й укреплённый район              | -       | -          |
| 01.04.1944 | Ленинградский фронт     | 42-я армия                             | 79-й укреплённый район              | -       | -          |
| 01.05.1944 | 3-й Прибалтийский фронт | 42-я армия                             | 14-й укреплённый район              | -       | -          |
| 01.06.1944 | 3-й Прибалтийский фронт | 42-я армия                             | 14-й укреплённый район              | -       | -          |
| 01.07.1944 | 3-й Прибалтийский фронт | 42-я армия                             | 14-й укреплённый район              | -       | -          |
| 01.08.1944 | 3-й Прибалтийский фронт | 67-я армия                             | 14-й укреплённый район              | -       | -          |
| 01.09.1944 | 3-й Прибалтийский фронт | Группа войск Северного боевого участка | 14-й укреплённый район              | -       | -          |
| 01.10.1944 | Ленинградский фронт     | -                                      | 14-й укреплённый район              | -       | -          |
| 01.11.1944 | Ленинградский фронт     | 67-я армия                             | 14-й укреплённый район              | -       | -          |
| 01.12.1944 | Ленинградский фронт     | 67-я армия                             | 14-й укреплённый район              | -       | -          |
| 01.01.1945 | Ленинградский фронт     | 67-я армия                             | 14-й укреплённый район              | -       | -          |
| 01.02.1945 | Ленинградский фронт     | 67-я армия                             | 14-й укреплённый район              | -       | -          |
| 01.03.1945 | Ленинградский фронт     | 67-я армия                             | 14-й укреплённый район              | -       | -          |
| 01.04.1945 | Ленинградский фронт     | 8-я армия                              | 14-й укреплённый район              | -       | -          |
| 01.05.1945 | Ленинградский фронт     | 8-я армия                              | -                                   | -       | -          |